# 1918, l'Homme qui titubait dans la guerre
1918, l'Homme qui titubait dans la guerre est un oratorio d'Isabelle Aboulker de 1998.

## Contexte
La pièce est une commande de l'État français pour fêter le quatre-vingtième anniversaire de la fin de la Première Guerre mondiale. La pièce est composée sur un montage d'Arielle Augry et des poèmes de Guillaume Apollinaire, Blaise Cendrars, Henri Barbusse, Henry Bataille Jean Cocteau, Louis-Ferdinand Céline, Ernst Jünger ou Romain Rolland. Elle rend compte de la réalité de l'époque, à travers les souffrances et les réflexions d'un soldat imaginaire lors de l'un des derniers combats au front le 11 novembre 1918, le jour même de la déclaration de l'armistice.
Isabelle Aboulker commence la composition en 1996, sous l'impulsion de Marie-France Messager, professeur au Conservatoire de Nevers. La première est jouée par le Chœur Capriccio et l'Orchestre de Picardie sous la direction d'Edmon Colomer le 11 novembre 1998 à l'Historial de la Grande Guerre de Péronne. Elle est reprise à Weimar en 1999, alors Capitale européenne de la culture. Depuis, l'œuvre a été rejouée de nombreuses fois, notamment pour le centenaire de la fin de la Première Guerre Mondiale.

## Structure
L'œuvre se compose d'un prologue, de vingt et un tableaux en cinq scènes et d'un épilogue.

## Analyse
La pièce fait intervenir différents acteurs : un chœur d'enfants, un récitant, un baryton soliste, une mezzo-soprano soliste et un orchestre d'harmonie. 
- Les voix des enfants représentent l'ensemble des soldats de la guerre. Ils chantent en français, anglais et allemand. Ce chœur incarne les voix de la multitude des soldats partageant une expérience commune, les voix des enfants de « l'arrière » et plus généralement de l'humanité, qui se dénommera « le grand troupeau » lors de l'une des scènes de l'œuvre.
- Le récitant est la conscience du soldat français qui est aussi la voix des discours de la propagande, tant la guerre est issue de ce paradoxe, mais aussi l'aspiration générale à la Paix.
- Le chanteur, un baryton, est l'incarnation de tous les rôles ayant une dimension lyrique et ainsi, sera porteur de plusieurs points de vue. Il interprète tour à tour le soldat, l'instituteur, un profiteur et l'Instinct.
- La chanteuse, une mezzo-soprano, incarne Lou, la femme du soldat, en hommage à Apollinaire, ainsi que représentante de toutes les autres paroles féminines.

L'essentiel de l'ouvrage repose sur un dialogue entre le chœur des enfants et le chanteur, la voix féminine n'intervenant que très peu. L'opposition entre la rudesse d'une instrumentation dépouillée, mais toujours expressive, et la pureté monodique des voix d'enfants intensifie l'émotion, souligne la désespérance qu'accentue encore le mouvement lancina du final.